# ITV (Fernsehsender)
ITV (Akronym für independent television) ist die gebräuchliche Bezeichnung sowohl für eine der vom Office of Communications (Ofcom) vergebenen regionalen Lizenzen (Channel 3 licences) zur kommerziellen Ausstrahlung eines Fernsehprogramms im Vereinigten Königreich, auf den Kanalinseln und der Isle of Man als auch für die Gesamtheit der Inhaberinnen dieser Lizenzen. Der Begriff independent television wies dabei ursprünglich auf die Abgrenzung zur staatlichen Monopolistin im Bereich des britischen Fernsehens, der BBC, hin. Der aus dem Zusammenschluss der früheren Lizenznehmerinnen Granada plc und Carlton Communications plc im Jahr 2004 hervorgegangene börsennotierte Medienkonzern ITV plc hat die Bezeichnung als Namensbestandteil übernommen und verwendet sie u. a. auch für den Sendernamen ITV1.
Derzeit existieren fünfzehn regionale Channel-3-Lizenzen sowie eine Lizenz zur landesweiten Ausstrahlung eines Frühstücksfernsehprogramms. Bestand das Netzwerk ursprünglich aus einer Vielzahl verschiedener Anbieterinnen, hat in den letzten Jahren ein starker Konzentrationsprozess stattgefunden, so dass mittlerweile 14 Lizenzen von Tochtergesellschaften der ITV plc und zwei von Gesellschaften der schottischen Mediengruppe STV Group plc gehalten werden. Die betreffenden Programme der ITV plc werden derzeit als ITV1 in England, Wales, Nordirland (teilweise regionale Inhalte als UTV), auf den Kanalinseln und der Isle of Man sowie im südlichen Teil Schottlands ausgestrahlt. Das Programm der STV Group im mittleren und nördlichen Schottland läuft als STV.

## Geschichte

### Entstehung

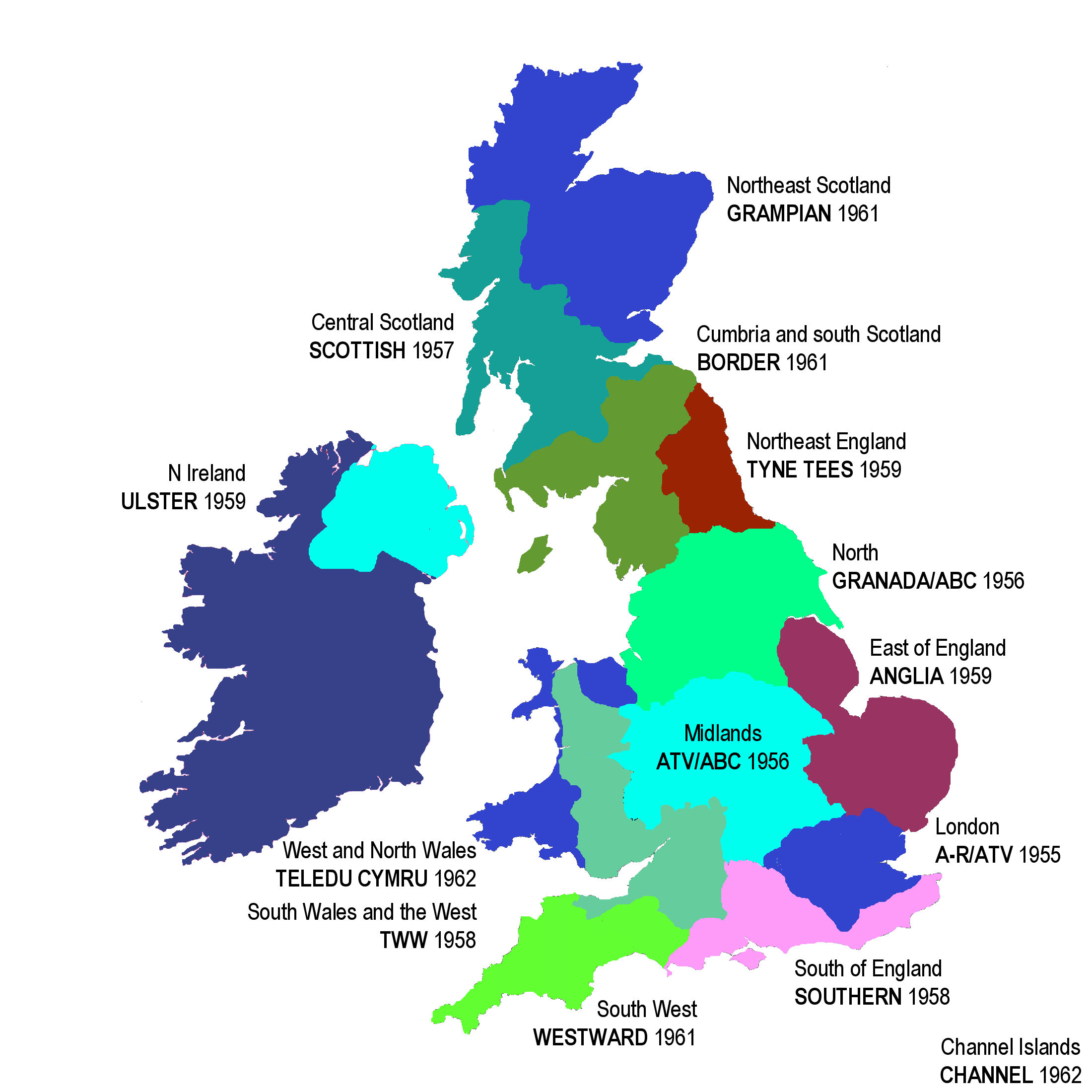
Das ITV-Netzwerk im Jahr 1962

Seit den späten 1940er Jahren hielt die BBC das Fernsehmonopol in Großbritannien und Nordirland, als es 1954 nach langem politischem Ringen durch den Independent Television Act gebrochen wurde. Es entstand die Independent Television Authority (ITA), die erste Regulierungsbehörde des kommerziellen Fernsehens. Nach einigen Überlegungen entschied sich die ITA dafür, ein Netzwerk von regionalen Fernsehsendern zu errichten, die zwar voneinander unabhängig agieren konnten, aber dennoch so miteinander gekoppelt waren, dass Sendungen und Filme auch im ganzen Netzwerk gleichzeitig laufen konnten. Zwischen 1955 und 1968 bestand in den drei großen Regionen (London, Midlands, Norden) zusätzlich noch eine Trennung zwischen werktags und Wochenende, d. h., ein Sender erhielt das Recht, von Montag bis Freitag zu senden und ein anderer von Freitagabend bis Sonntag. Diese Trennung wurde im Norden und in den Midlands 1968 aufgehoben, existiert aber formell immer noch in der Hauptstadt. Durch die Entstehung der ITA wurde das System der BBC unter ihrem Generaldirektor Hugh Charlton Greene zu Reformen gezwungen.
Am 22. September 1955 strahlte der Londoner Sender Associated-Rediffusion die erste Fernsehsendung eines kommerziellen Senders im Vereinigten Königreich aus. Von Beginn an war auch – im Gegensatz zur BBC – Fernsehwerbung Teil und Finanzierungsform des Programms.
Die ersten Sender des neuen Privatfernsehens entstanden meist dadurch, dass sich die großen Kinobetreiber dazu entschlossen, mit ihrem größten Konkurrenten zusammenzuarbeiten. Reine Fernsehgesellschaften stießen erst in den frühen 1960er Jahren dazu, außerdem begann Granada Television mit der landesweiten Ausstrahlung der Seifenoper Coronation Street, die bis heute läuft.
Im Jahre 1963 wurde das Netzwerk vervollständigt; d. h., jede Region hatte ihren eigenen Fernsehsender erhalten:
- London, werktags: Associated Rediffusion (ursprünglich ein Gemeinschaftsunternehmen von Associated Newspapers und Broadcast Relay Services Ltd)
- London, Wochenende: ATV London (Associated TeleVision, Prestigeobjekt des Medienmoguls Lew Grade)
- Midlands, werktags: ATV Midlands (Associated TeleVision, s.o.)
- Midlands, Wochenende: ABC Television (Eigentum der Associated British Picture Group)
- Norden, werktags: Granada Television (Eigentum von Granada Cinemas)
- Norden, Wochenende: ABC Television
- Nordirland: Ulster Television (Beteiligter war u. a. der damalige Duke of Abercorn)
- Schottland: STV
- Englisch/Schottisches-Grenzgebiet: Border Television
- Nordost: Tyne Tees TeleVision (Konsortium unter Beteiligung von Sidney Box)
- Osten: Anglia Television (managing director: Aubrey Baxton)
- Süden: Southern Television (u. a. The Rank Organisation)
- Kanalinseln: Channel Television
- Wales und Westen: TWW (Television Wales and the West)
- walisischsprachiges Fernsehen: Teledu Cymru (nach Bankrott von TWW übernommen)
- Südwest: Westward Television (benannt nach dem Golfplatz von Westward Ho!)

Hinzu kam noch der „Sonderfall“ ITN (Independent Television News): ein Nachrichtendienstleister, der gemeinsam von allen ITV-Anstalten finanziert wurde, um die Sender, die nur für Regionalnachrichten zuständig waren, mit national ausgestrahlten Nachrichten zu versorgen.
1963 wurden erstmals die Lizenzen neu ausgeschrieben, es blieb aber alles beim Alten; das erste große Beben fand erst in der nächsten Lizenzvergaberunde statt. Die einzige geringfügige Änderung war, dass aus Associated Rediffusion durch den Rückzug von Associated Newspapers Rediffusion London wurde.

### Die späten 1960er Jahre
Im deutschsprachigen Fernsehen war Mitte der 1960er Jahre die von ABC Television produzierte ITV-Serie Mit Schirm, Charme und Melone erfolgreich.
ITV entwickelte sich nach anfänglichen Kinderkrankheiten zu einem großen Erfolg und konnte sogar die BBC in der Zuschauergunst überflügeln, die dies durch die Einführung von BBC 2 zu bekämpfen versuchte, was jedoch erst in den 1990er Jahren gelang.
1967 wurden die neuen Lizenzen ausgeschrieben; diesmal mit bedeutenderen Auswirkungen als die Ausschreibung von 1963. Es wurde nämlich beschlossen, dass der Norden nochmals unterteilt wird in Nordwest und Yorkshire/Lincolnshire. Damit verlor Granada Television ein großes Gebiet, erhielt dafür aber die Genehmigung, die ganze Woche lang zu senden; das neue Gebiet fiel in die Hände von Yorkshire Television. In den Midlands durfte nun ATV die ganze Woche senden – im Tausch gegen London am Wochenende. Dadurch war nun aber ABC Television ohne Sendegebiet. Da die ITA ABC nicht verlieren wollte, zwang sie die Firma zu einer Fusion mit Rediffusion London, woraus der Sender Thames Television entstand. Zusätzlich übernahm ein Konsortium um Lord Harlech die Lizenz von TWW, da es ein qualitativ hochwertigeres Programm versprach. So entstand Harlech Television. Da aufgrund des herannahenden Endes von TWW die Moral und der Aktienkurs in den Keller sanken, verkaufte TWW die letzten fünf Monate seiner Lizenz für 500.000 Pfund an Harlech. Harlech konnte jedoch noch nicht senden, daher kam über Vermittlung der ITA der Independent Television Service Wales and the West (ITSWW) zustande. Harlech erhielt alle Werbeeinnahmen und zahlte TWW dafür eine fixe Summe pro Woche für die Bereitstellung der Programme. Diese Zwischenphase dauerte knapp zweieinhalb Monate. Die freigewordene Lizenz für London am Wochenende ging an das „Frost-Consortium“ (unter der Leitung von David Frost), aus dem dann London Weekend Television (LWT) entstand.
So entstanden also folgende Wechsel:
- Wales/Westen: TWW → Harlech Television (mit Einführung des Farbfernsehens in HTV umbenannt)
- Yorkshire/Lincolnshire: Yorkshire Television
- Nord-West, ganzwöchig: Granada Television
- Midlands, ganzwöchig: ATV
- London, werktags: Rediffusion London → Thames Television
- London, Wochenende: ATV London → LWT London Weekend Television

### Die 1970er Jahre
Die 1970er Jahre waren wohl die erfolgreichste Ära in der Geschichte des ITV-Netzwerks. ATV produzierte auch international erfolgreiche Sendungen wie z. B. die Muppet-Show, Crossroads, UFO oder Die 2 (mit Tony Curtis und Roger Moore). Thames, LWT und Granada konnten ebenfalls diverse Erfolge im Ausland verzeichnen. Ein großer internationaler Erfolg war beispielsweise die 26-teilige Dokumentarreihe Die Welt im Krieg.
Im Verlauf der 1970er Jahre fand auch die Umwandlung der alten ITA zur IBA, der Independent Broadcasting Authority statt, welche von nun an auch für privates, lokales Radio zuständig war. Ebenso zeichnete sich die Ankunft eines zweiten von der IBA kontrollierten Kanals ab, der aber erst später verwirklicht wurde. In den 1970er Jahren fand keine neue Lizenzvergabe statt.

### Die 1980er Jahre

Logo von 1989–1998

Logo von 1998–2006

Logo von 2006 bis 2013

1980 kam es zur neuen Lizenzenvergabe. Erstmals wurde eine Lizenz zur landesweiten Ausstrahlung eines Frühstücksfernsehprogramms ausgeschrieben, die an TV-am ging. ITV erlitt eine starke Erschütterung durch die Tatsache, dass man ATV dazu zwang, sich zu verkleinern und umzuformen, da es laut IBA nicht ausreichend auf seine Region bezogen war. So wurde aus ATV Central Independent Television; ein Produkt, das zwar die Anforderungen der IBA erfüllte, aber nie mehr den Erfolg von ATV erreichen konnte.
Zudem verloren zwei alteingesessene Sender ihre Lizenzen an moderne Newcomer, nämlich Westward an TSW (Television South West) und Southern an TVS (Television South).
So ergaben sich also folgende Änderungen (ab dem 1. Januar 1982):
- Southern Television → TVS
- Westward Television → TSW (TSW kaufte allerdings den bankrotten Sender Westward auf und nutzte dessen Studios und erhielt den Großteil des Personals.)

In den 1980er Jahren liefen die Dinge für ITV zwar immer noch recht erfolgreich, doch wurde durch die von Thames Television Ende der 1980er Jahre ausgestrahlte Sendung Death on the Rock, eine Dokumentation über die Erschießung von drei IRA-Mitgliedern durch den Special Air Service, der Niedergang von ITV eingeleitet. Thatcher setzte alle Hebel in Bewegung, um Thames Television loszuwerden, wodurch es zum Broadcasting Act ’90 kam.

### Die 1990er Jahre
1990 wurden die Lizenzen wieder einmal neu vergeben. Wie es scheint, zum letzten Mal, denn der Broadcasting Act von 1990 sah eine Neuvergabe einer Lizenz nur vor, wenn der betreffende Sender sie nicht verlängern wollte oder der Sender in Konkurs ging. Auch wurden die Regelungen für den Erhalt der Lizenz geändert. Waren früher vor allem Qualität der Studios samt geplanter Eigenproduktionen sowie ein vernünftiger Haushaltsplan für die Lizenz erforderlich, bekam nun derjenige Sender den Zuschlag, der dazu bereit war, am meisten Geld für die Lizenz zu zahlen. Ebenso war es von nun an erlaubt, dass ein Sender mehrere Lizenzen besitzen durfte.
Thames Television wurde so Carlton Communications zugeschlagen, TSW von Westcountry übernommen. TVS musste allerdings den Betrieb einstellen, weil die Firma dem Bankrott nahestand und ein für ihre Verhältnisse viel zu hohes Gebot für die Lizenz gemacht hatte. Auch tv-am verschwand zugunsten von GMTV (Good Morning Television).
Die Neuerungen ab dem 1. Januar 1993:
- TSW → Westcountry Television
- TVS → Meridian Broadcasting
- TV-am → Good Morning Television (GMTV)
- Thames Television → Carlton Communications
- Zusätzlich verlor ORACLE das Recht, den Teletext im kompletten Netzwerk auszurichten, einen Dienst, den das Unternehmen bereits seit den späten 1970er Jahren leistete. Seit dem 1. Januar 1993 ist jeder Sender für seinen eigenen Teletext verantwortlich.

Nur wenige Zeit danach begann der Konzentrationsprozess. Zuerst schluckte Yorkshire Television den Konkurrenten Tyne Tees Television. Dies trieb Yorkshire Television binnen kurzer Zeit in den Ruin, und so wurden beide von Granada Television übernommen, während Carlton Television sich an Westcountry und Central beteiligte und beiden den Namen Carlton gab. Bis 1999 übernahm Granada dann wiederum noch LWT, HTV, Border und Meridian. Scottish Television übernahm Grampian Television und bildete so die Scottish Media Group SMG.
So blieben lediglich UTV (vormals Ulster-Television, die Namensänderung fand ebenfalls am 1. Januar 1992 statt) und Channel Television selbstständig.

### Gegenwart
2004 schlossen sich Carlton und Granada zur ITV plc zusammen. 2009 wurde die vollständige Übernahme von Good Morning Television durch die ITV plc vollzogen. 2011 erwarb die ITV plc Channel Television und damit die Lizenz für die Kanalinseln. 2015 erwarb sie zudem die Regionallizenz für Nordirland von der UTV Limited.
Die derzeitige Lizenzsituation stellt sich wie folgt dar:
| Regionale Channel 3 licences       | Regionale Channel 3 licences | Regionale Channel 3 licences | Regionale Channel 3 licences | Regionale Channel 3 licences | Regionale Channel 3 licences |
| Region                             | Lizenzinhaberin              | Inhaberin seit               | Muttergesellschaft           | Service name                 | On air name                  |
| ---------------------------------- | ---------------------------- | ---------------------------- | ---------------------------- | ---------------------------- | ---------------------------- |
| Central Scotland                   | STV Central Limited          | 31. August 1957              | STV Group plc                | STV Central                  | STV                          |
| North of Scotland                  | STV North Limited            | 30. September 1961           | STV Group plc                | STV North                    | STV                          |
| East of England                    | ITV Broadcasting Limited     | Dezember 2006                | ITV plc                      | ITV Anglia                   | ITV1                         |
| England–Scotland Border            | ITV Broadcasting Limited     | November 2008                | ITV plc                      | ITV Border                   | ITV1                         |
| East, West and South Midlands      | ITV Broadcasting Limited     | November 2008                | ITV plc                      | ITV Central                  | ITV1                         |
| Wales                              | ITV Broadcasting Limited     | November 2008                | ITV plc                      | ITV Cymru Wales              | ITV1 Cymru Wales             |
| North West England and Isle of Man | ITV Broadcasting Limited     | November 2008                | ITV plc                      | ITV Granada                  | ITV1                         |
| London (weekdays)                  | ITV Broadcasting Limited     | November 2008                | ITV plc                      | ITV London (weekdays)        | ITV1                         |
| London (weekends)                  | ITV Broadcasting Limited     | November 2008                | ITV plc                      | ITV London (weekends)        | ITV1                         |
| South and South East England       | ITV Broadcasting Limited     | November 2008                | ITV plc                      | ITV Meridian                 | ITV1                         |
| North East England                 | ITV Broadcasting Limited     | November 2008                | ITV plc                      | ITV Tyne Tees                | ITV1                         |
| South West and West of England     | ITV Broadcasting Limited     | November 2008                | ITV plc                      | ITV West Country             | ITV1                         |
| Yorkshire and Lincolnshire         | ITV Broadcasting Limited     | November 2008                | ITV plc                      | ITV Yorkshire                | ITV1                         |
| Channel Islands                    | ITV Broadcasting Limited     | März 2017                    | ITV plc                      | ITV Channel TV               | ITV1                         |
| Northern Ireland                   | ITV Broadcasting Limited     | Februar 2016                 | ITV plc                      | UTV                          | ITV1 (UTV)                   |

| Landesweite Channel 3 licence | Landesweite Channel 3 licence | Landesweite Channel 3 licence | Landesweite Channel 3 licence | Landesweite Channel 3 licence | Landesweite Channel 3 licence |
| Gegenstand                    | Lizenzinhaberin               | Inhaberin seit                | Muttergesellschaft            | Service name                  | On air name                   |
| ----------------------------- | ----------------------------- | ----------------------------- | ----------------------------- | ----------------------------- | ----------------------------- |
| National breakfast time       | ITV Breakfast Limited         | 1993                          | ITV plc                       | ITV Breakfast                 | ITV1                          |